# Mandalay
Cet article concerne la ville birmane. Pour les autres significations, voir Mandalay (homonymie).
 (mars 2015).
Située sur les bords de l'Irrawaddy (ou Ayeyarwaddy), Mandalay (en birman : မန္တလေး) est la deuxième ville de Birmanie avec environ un million d'habitants et 2,5 millions pour l'agglomération). Elle fut la dernière capitale royale, entre 1860 et 1885, sous la dynastie Konbaung. On la surnommait alors la « cité des joyaux », pour son jade réputé. Elle est aujourd'hui la capitale administrative de la région de Mandalay.
Elle a été détruite par des incendies successifs dans les années 1980. Partout en ville, on entend parler mandarin. En 2011, la ville compte 30, voire 40 % de Chinois. Pour la plupart, il s'agit d'émigrés qui, dans les années 1990, ont commencé à déferler depuis le Yunnan voisin. Ils viennent consolider la minorité locale sino-birmane, installée là depuis le XVIIe siècle.

## Géographie

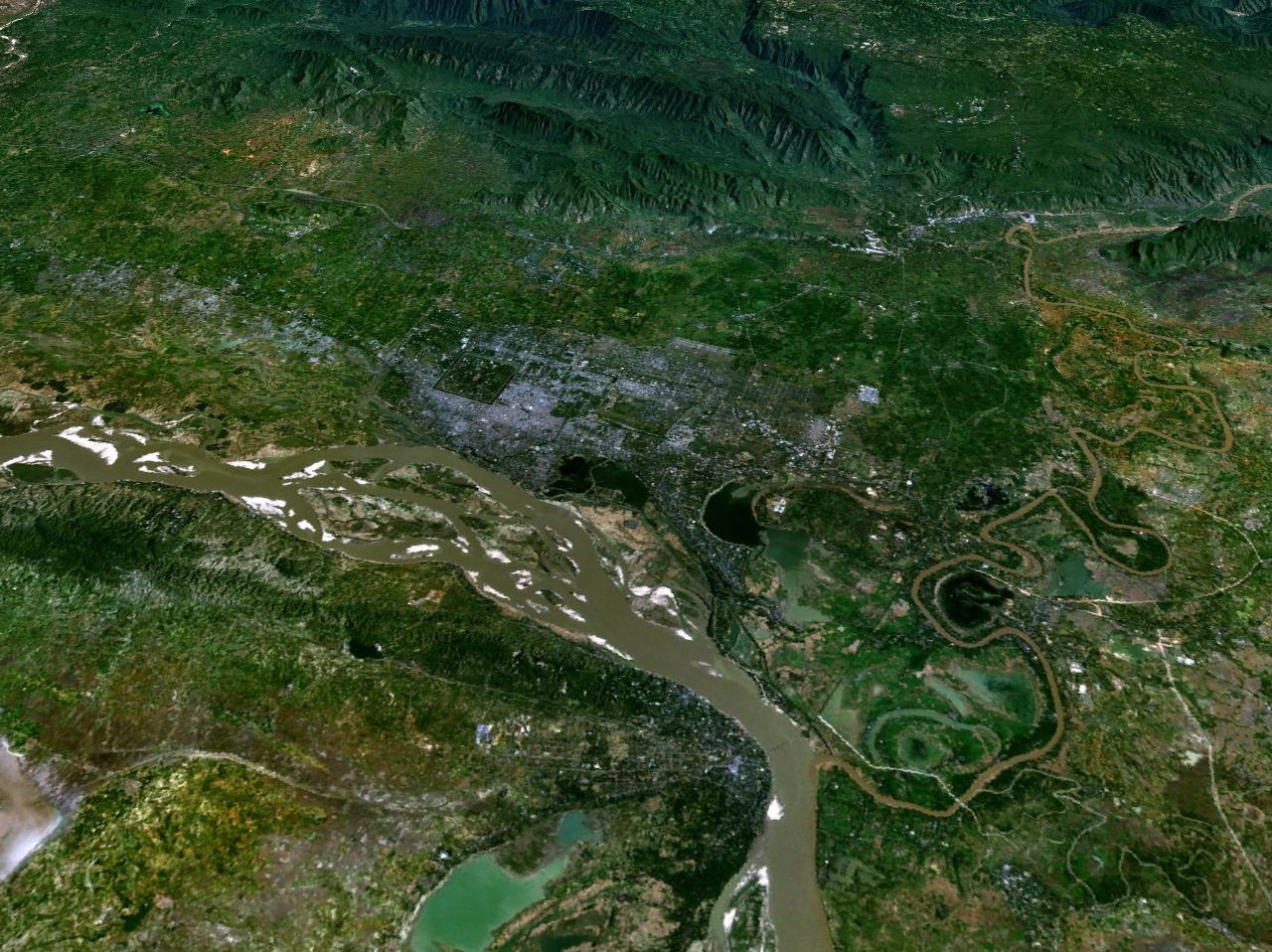
Vue satellite. On distingue l'Irrawaddy et le carré vert du fort.

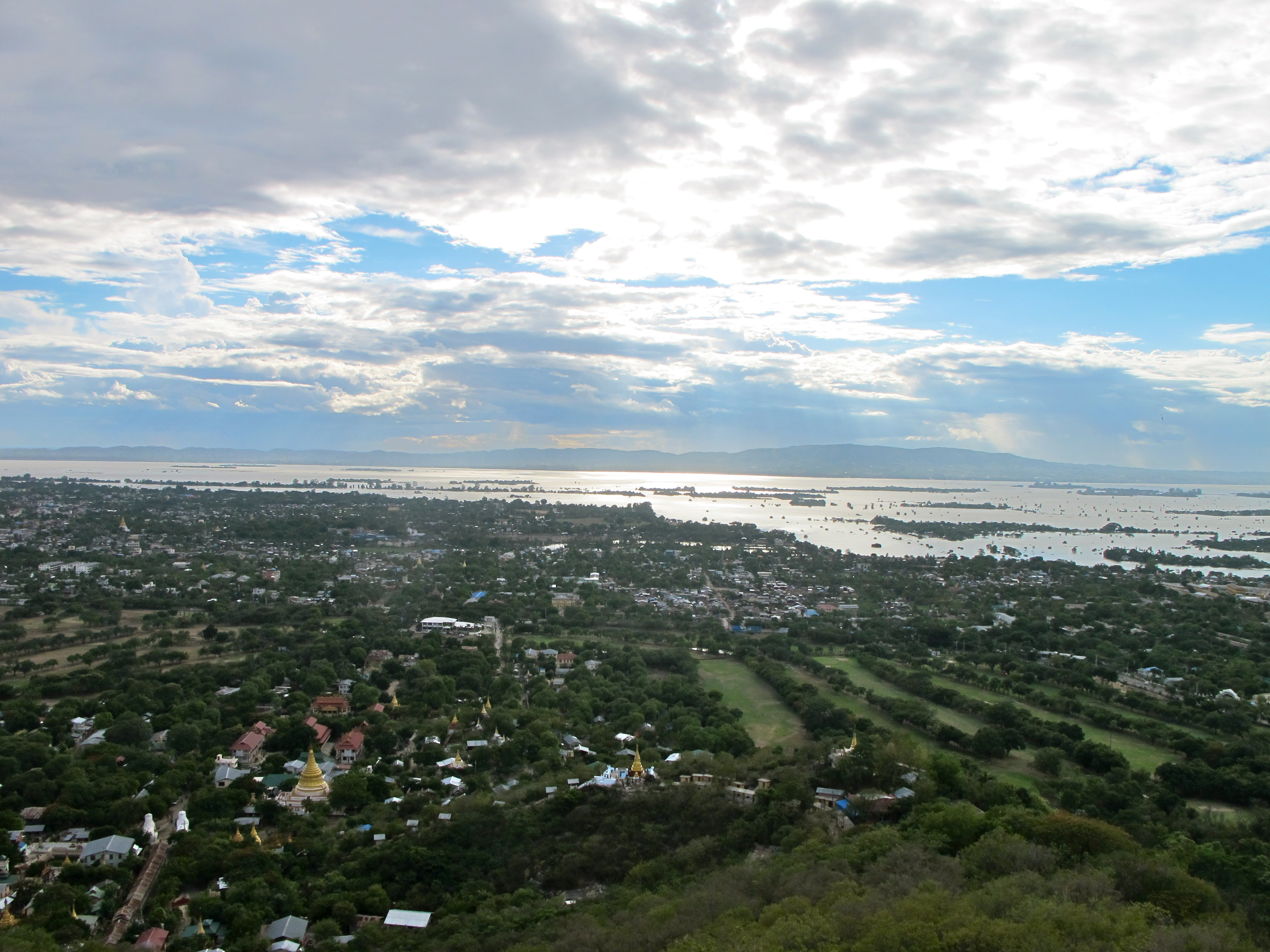
Vue d'une partie de Mandalay avec l'Irrawaddy.

Mandalay est située dans les plaines sèches du centre de la Birmanie, sur la berge orientale de l'Irrawaddy, 64 m au-dessus du niveau de la mer. Son fuseau horaire est UTC/GMT +6:30.
Elle est à 626 km de Rangoun (Yangon).
La ville s'étend le long de la faille transformante de Sagaing, qui sépare la plaque tectonique indienne de la plaque eurasiatique ; elle est donc exposée aux tremblements de terre. Le plus important recensé au XXe siècle se produit en 1956, atteignant une magnitude de 7 et faisant de gros dégâts à Sagaing. Le 28 mars 2025, un nouveau séisme frappe la ville, de magnitude 7,7.

## Étymologie
La ville prend son nom de Mandalay Hill (la colline de Mandalay, située juste au nord). Ce nom est probablement dérivé d'un terme pâli ou sanskrit. Il y a plusieurs hypothèses : Mandala (qui signifie "cercle", ou "plaine"), Mandare (qui voudrait dire "terre favorable"), ou Mandara (une montagne de la mythologie hindouiste).
Au moment de sa fondation en 1857, la ville royale fut officiellement nommée Yadanabon, version birmane de son nom pâli Ratanapura, signifiant "la Cité des joyaux". Elle était aussi nommée Lay Kyun Aung Myei (Pays victorieux des quatre îles) et le palais royal Mya Nan San Kyaw (Fameux palais royal d'émeraude).

## Histoire

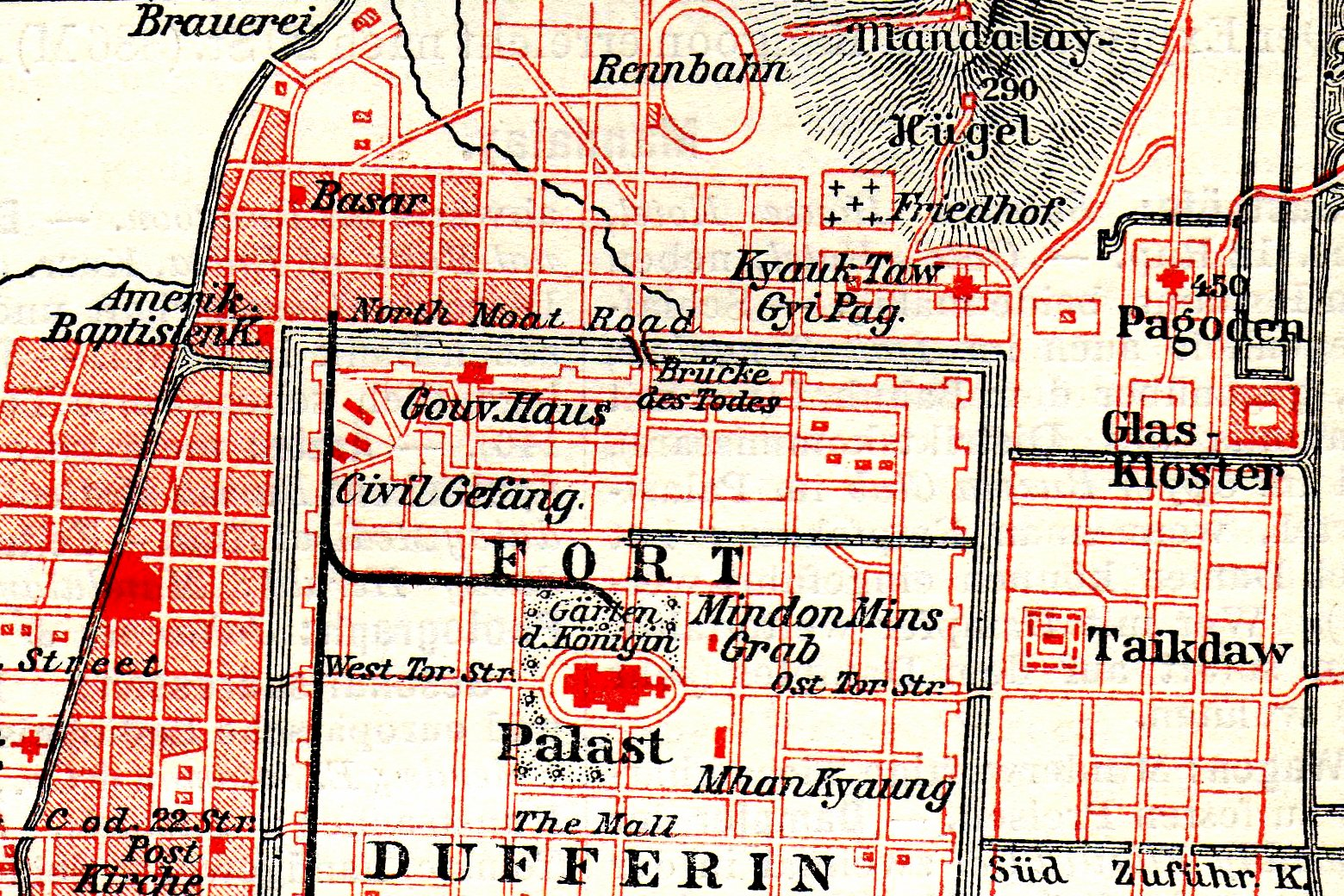
L'enceinte du palais royal au pied de Mandalay Hill (plan de 1912)

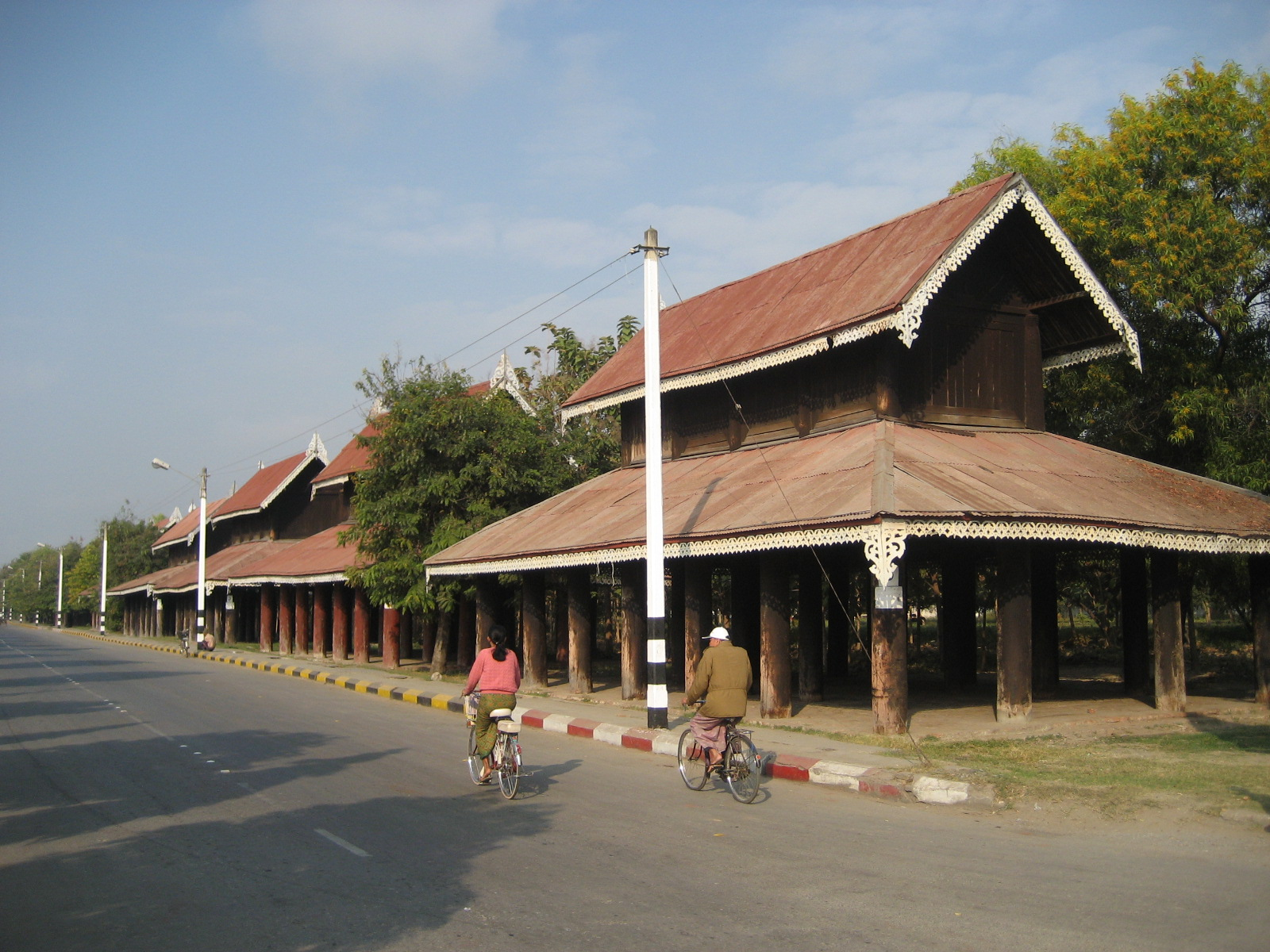
Les Thudhamma Zayats, construits sous Mindon Min

### Origines
Comme la plupart des capitales birmanes, Mandalay fut créé sur ordre du maître de l'époque. Le 13 février 1857, le roi Mindon fonda sa nouvelle capitale royale au pied de Mandalay Hill, afin d'accomplir une prophétie concernant la fondation d'une métropole du bouddhisme en cet endroit pour le 2400e anniversaire de cette religion.
Le site de la nouvelle capitale faisait 66 km2 et était entouré par 4 rivières. Le plan prévoyait 144 blocs carrés, centrés sur les 16 blocs du palais royal près de Mandalay Hill. Le palais royal de 413 hectares était entouré par 4 remparts de 2 032 m de long et des douves de 64 m de large et 4,57 m de profondeur. Tous les 169 m se dressaient des tours de garde surmontées de toitures dorées. Chaque rempart avait trois portes et cinq ponts au-dessus des douves (soit 12 portes et 5 ponts au total).
Le roi fit aussi construire la pagode Kuthodaw, le Pahtan-haw Shwe Thein (salle de l'upasampada, ou ordination complète), les Thudhamma Zayats (salles destinées au repos et à l'enseignement) et une bibliothèque pour le canon bouddhique.
En juin 1857, le palais royal d'Amarapura fut démonté et transporté à dos d'éléphants au pied de Mandalay Hill. La construction de l'ensemble palatial ne fut officiellement terminée que deux ans plus tard, le lundi 23 mai 1859.

### Époque coloniale (1885-1948)

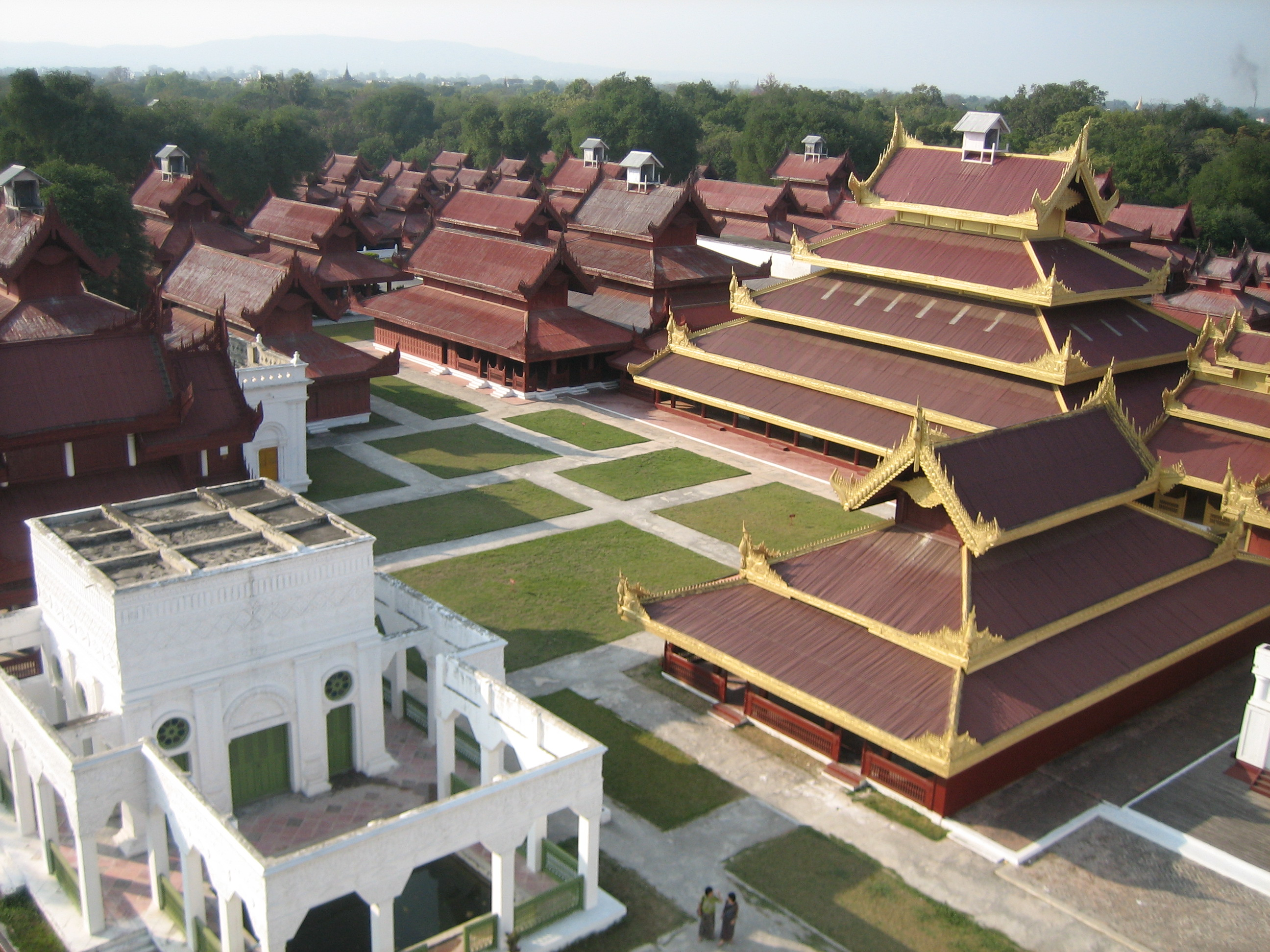
Reconstitution du palais royal.

Après sa chute devant les Britanniques et le départ en exil de ses derniers souverains (Thibaw Min et Supayalat) le 25 novembre 1885, la ville perdit beaucoup de son importance au profit de Rangoon, bien qu'elle restât la capitale de la Haute-Birmanie. Les Britanniques la développèrent, comme le reste de la Birmanie, essentiellement dans l'optique de leur commerce : les chemins de fer y arrivèrent dès 1889, mais le premier établissement d'enseignement supérieur, Mandalay College, ne fut pas établi avant 1925. Les Britanniques pillèrent le palais royal, dont certains objets se trouvent encore exposés aujourd'hui au Victoria and Albert Museum, le renommèrent Fort Dufferin (d'après le vice-roi des Indes Frederick Temple Hamilton-Temple-Blackwood) et y cantonnèrent des troupes.
Durant cette période, Mandalay resta le centre de la culture birmane et de l'enseignement bouddhiste birman, et fut considérée par les Birmans comme un symbole de leur identité. Dans l'entre-deux-guerres, elle fut le point focal en Haute-Birmanie d'une série de mouvements de protestation nationaux contre la domination britannique.
Pendant la campagne de Birmanie, la ville subit d'importants dommages. Elle fut occupée par les Japonais du 1er mai 1942 à mars 1945. Le palais royal, transformé en base logistique, puis en camp de retranchement jusqu'à sa prise le 20 mars 1945 fut bombardé par les Alliés et brûla, à l'exception de l'atelier de fabrication de monnaie et de la tour d'observation (une réplique du palais fut construite dans les années 1990.)

### Depuis l'indépendance

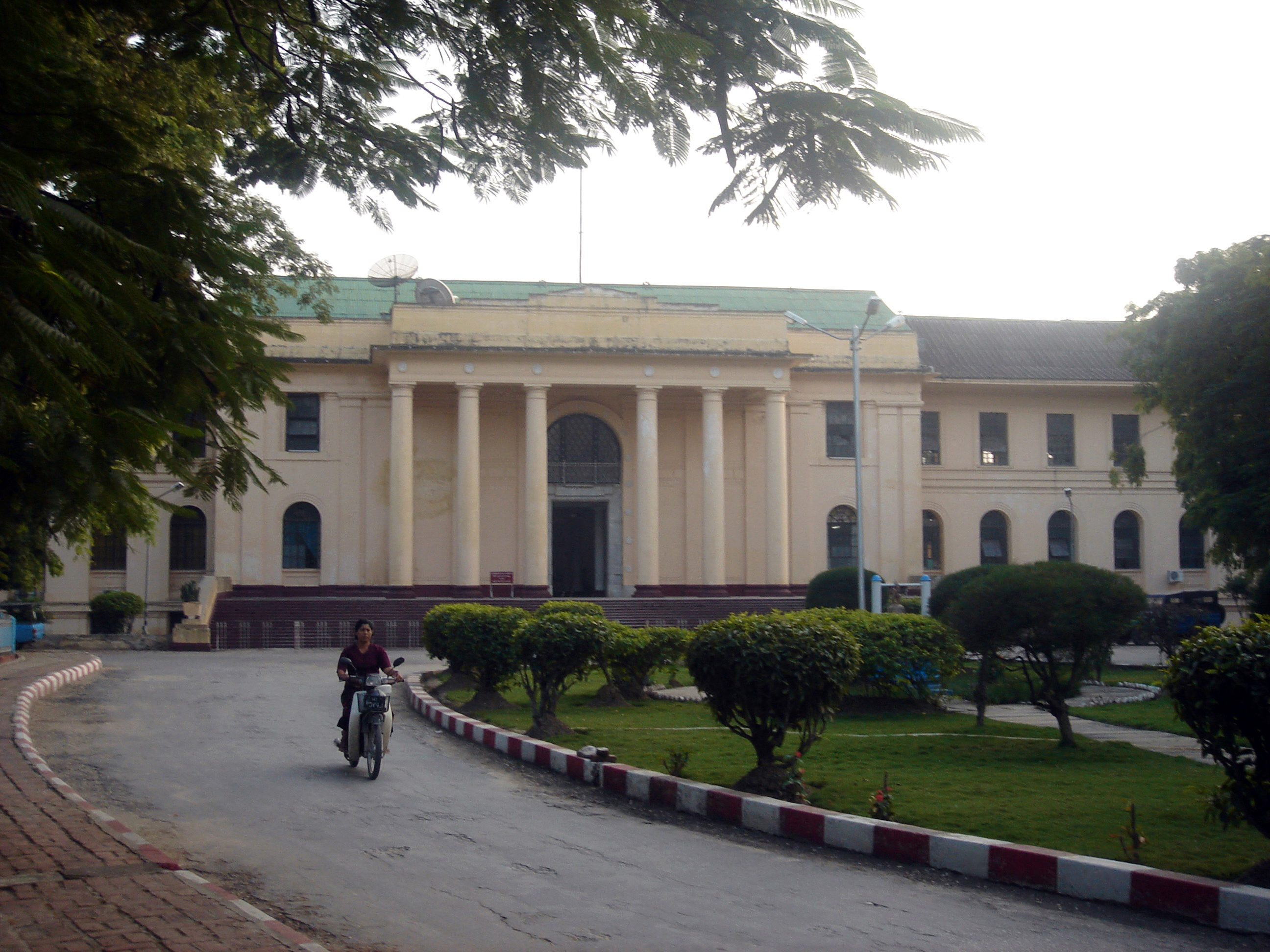
L'université de Mandalay

Après l'indépendance du pays en 1948, Mandalay resta le point d'attraction principal de la Haute-Birmanie. Jusque dans les années 1990, elle en était le centre universitaire  : avant 1991, l'université de Mandalay et l'université de médecine de Mandalay étaient les seules de la Haute-Birmanie. Seules quelques autres villes avaient des établissements associés à l'université de Mandalay, et qui ne couvraient qu'un nombre limité de matières. Aujourd'hui, le régime exige que les étudiants fréquentent leurs universités locales et Mandalay n'en attire plus qu'une fraction.
Les années 1950 furent le sommet de l'influence culturelle de la ville, particulièrement en musique. Les chansons pour le nouvel an birman (Thingyan) du compositeur Myoma Nyein, dont beaucoup parlent de Mandalay, définirent une génération et contribuèrent à raffermir le lien des Birmans avec la ville au début de chaque année. En novembre 1959, Mandalay fêta son centenaire au pied de Mandalay Hill. Des timbres commémoratifs furent émis à cette occasion.
Durant le « règne » isolationniste du général Ne Win (1962-1988), les infrastructures de la ville, déjà faibles sous la domination britannique, se dégradèrent encore plus. Au début des années 1980, la seconde plus grande ville de Birmanie restait une grande ville aux bâtiments bas et aux rues poussiéreuses principalement remplies de bicyclettes. Peu après, elle subit deux incendies majeurs : en mai 1981, plus de 6 000 maisons et bâtiments publics furent rasés, laissant plus de 36 000 sans-abri ; le 24 mars 1984, un second incendie détruisit 2 700 bâtiments de plus et fit 23 000 sans-abri, (Les incendies continuent à ravager Mandalay aujourd'hui. En février 2008, un incendie a détruit le marché de Yadanabon, le second de la ville, et en février 2009 un autre a détruit 320 maisons et fait plus de 1 600 sans-abri),.

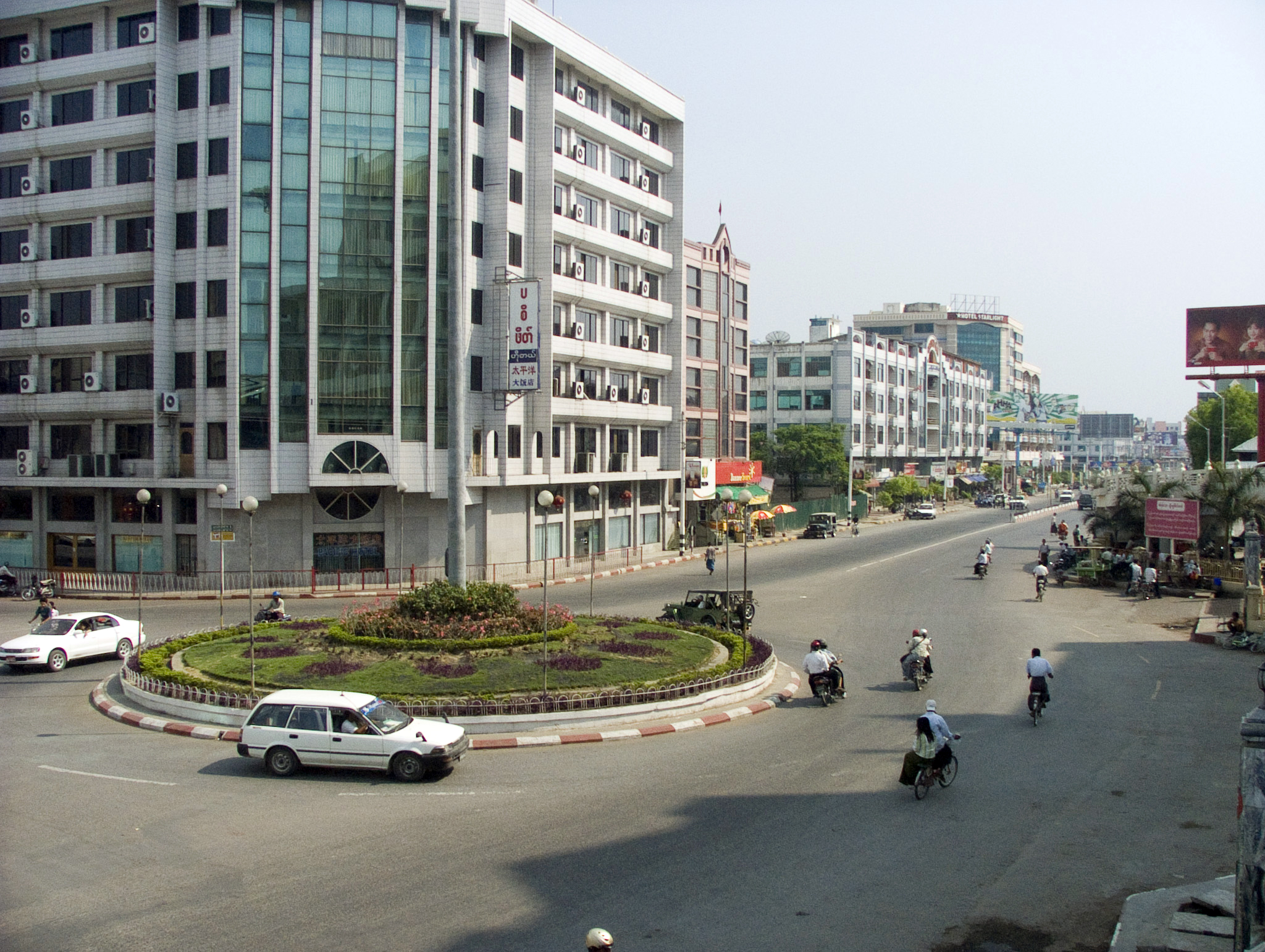
Un hôtel appartenant à des Chinois en centre-ville

Les incendies des années 1980 débouchèrent sur des changements significatifs de l'aspect architectural et ethnique de la ville. Les terrains dévastés furent surtout achetés par les sino-birmans, refoulant les Birmans vers les banlieues. Cet afflux chinois s'accéléra après la prise du pouvoir du SLORC en 1988. Tandis que le gouvernement regardait ailleurs, de nombreux immigrants chinois (principalement du Yunnan, mais aussi du Sichuan) s'infiltrèrent en Haute-Birmanie dans les années 1990, beaucoup terminant à Mandalay. Aujourd'hui, ils représenteraient entre 30 et 40 % de la population et seraient responsables du doublement de celle-ci d'environ 500 000 en 1980 à environ un million en 2008.
Les Chinois sont largement responsables de la revitalisation du centre-ville, maintenant composé d'immeubles résidentiels, d'hôtels et de galeries marchandes, et de la nouvelle importance de Mandalay comme centre de commerce entre Haute et Basse-Birmanie et Inde et Chine.
Avec l'extension de ses banlieues, Mandalay atteint maintenant Amarapura, la ville même que Mindon Min avait quittée il y a 150 ans. Malgré la création de Naypyidaw en 2006, elle reste le centre de la Haute-Birmanie pour le commerce, l'éducation et la santé.

## Démographie
| 1950    | 1960    | 1970    | 1980    | 1990    | 2000    | 2007    | 2010      | 2020      |
| ------- | ------- | ------- | ------- | ------- | ------- | ------- | --------- | --------- |
| 167 000 | 250 000 | 374 000 | 499 000 | 636 000 | 810 000 | 961 000 | 1 034 000 | 1 308 000 |

| 2025      | - | - | - | - | - | - | - | - |
| --------- | - | - | - | - | - | - | - | - |
| 1 446 000 | - | - | - | - | - | - | - | - |

En 2007, l'Organisation des Nations unies a estimé la population de la ville à près d'un million de personnes.
Traditionnellement, Maldalay est un bastion ethnique et culturel birman, mais un afflux massif de Chinois au cours des 20 dernières années a expulsé les Birmans de son centre,. Les Chinois nés hors de Birmanie peuvent facilement obtenir des cartes de citoyens birmans au marché noir. Ludu Daw Amar, écrivain et journaliste originaire de Mandalay décédée en 2008, avait déclaré que la ville lui donnait l'impression d'une « colonie non-déclarée du Yunnan ». Aujourd'hui, les Chinois représentent peut-être 30 à 40 % des habitants de la ville, soit presque autant que les Birmans. Mandalay possède aussi une importante communauté d'indo-birmans.
Le birman est encore la langue principale de Mandalay, mais le mandarin y est de plus en plus parlé, notamment dans les zones commerciales comme le marché de Zegyo. L'anglais est une distante troisième langue, parlée seulement par les élites.

## Économie
Mandalay est le principal centre pour le commerce du centre et du nord de la Birmanie. On y trouve des dizaines de restaurants vendant, à la tombée du soir, des brochettes de viande grillée, accompagnées de bière fraîche, des échoppes animées et des immeubles flambant neufs. La plupart des échanges avec la Chine et l'Inde transitent aussi par la ville.
Les industries traditionnelles les plus importantes sont le tissage de la soie, la fabrication de nattes, la taille du jade (celui de Birmanie est considéré comme le meilleur du monde), de la pierre et du bois, la fabrication de statues du Bouddha en marbre ou en bois, ainsi que d'autres objets religieux comme des feuilles d'or et d'argent, l'horlogerie, le brassage de la bière et la distillation d'alcool.
La part des sino-birmans est de plus en plus importante dans l'économie de Mandalay depuis l'imposition de sanctions économiques par les États-Unis et l'Union Européenne dans les années 1990.

Artisans et artistes traditionnels
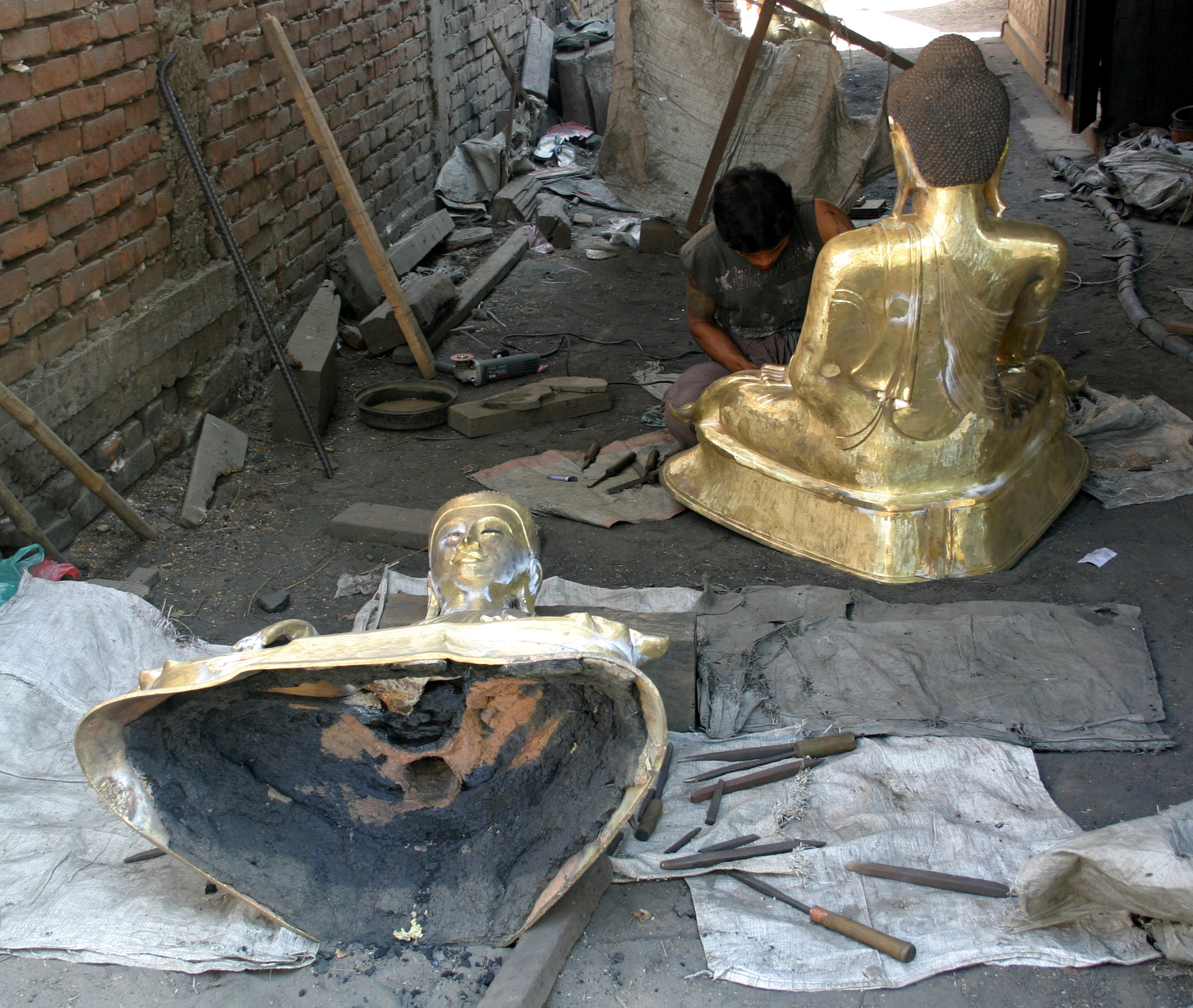
Fonderie de bronze
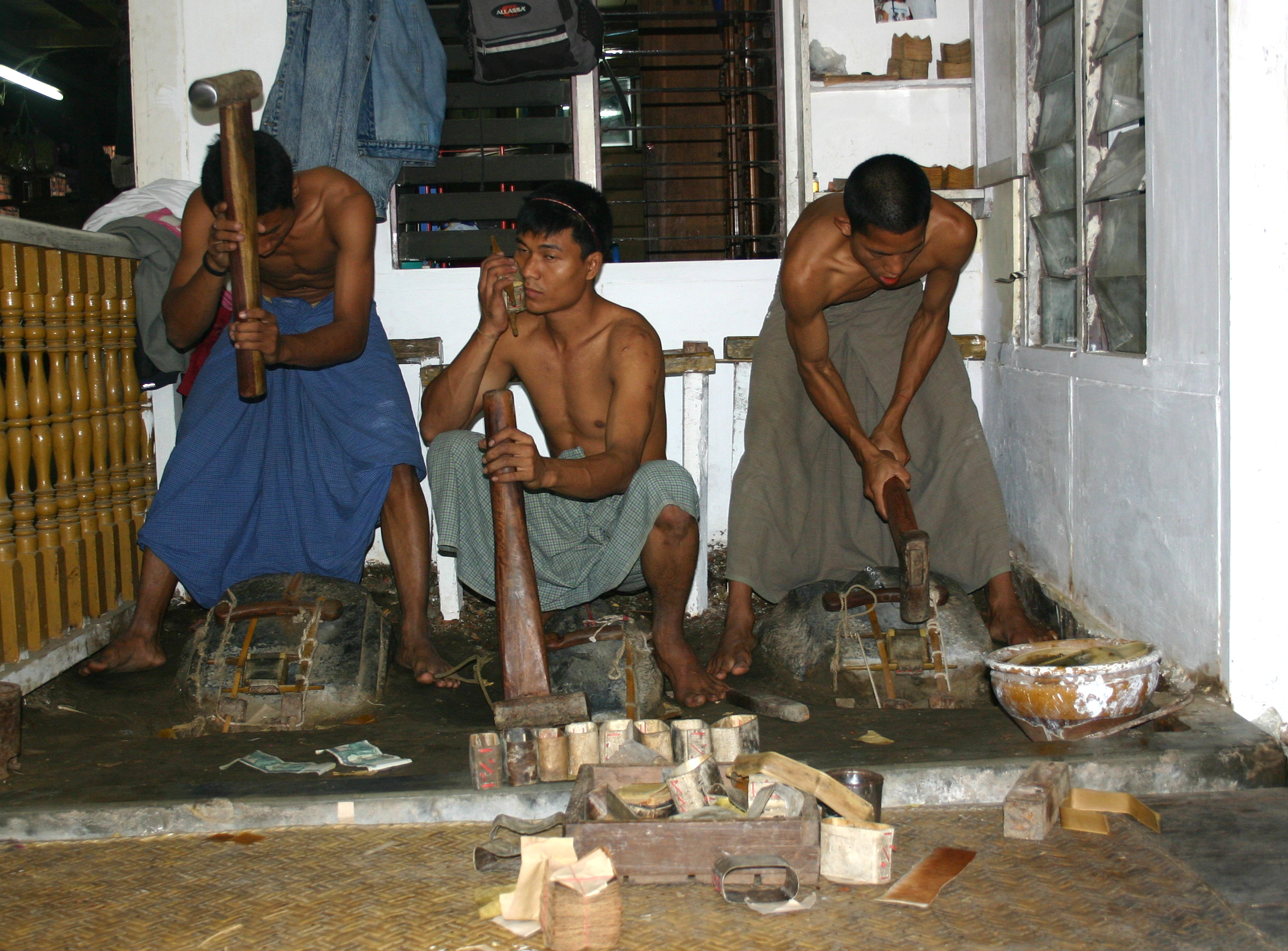
Batteurs à feuilles d'or
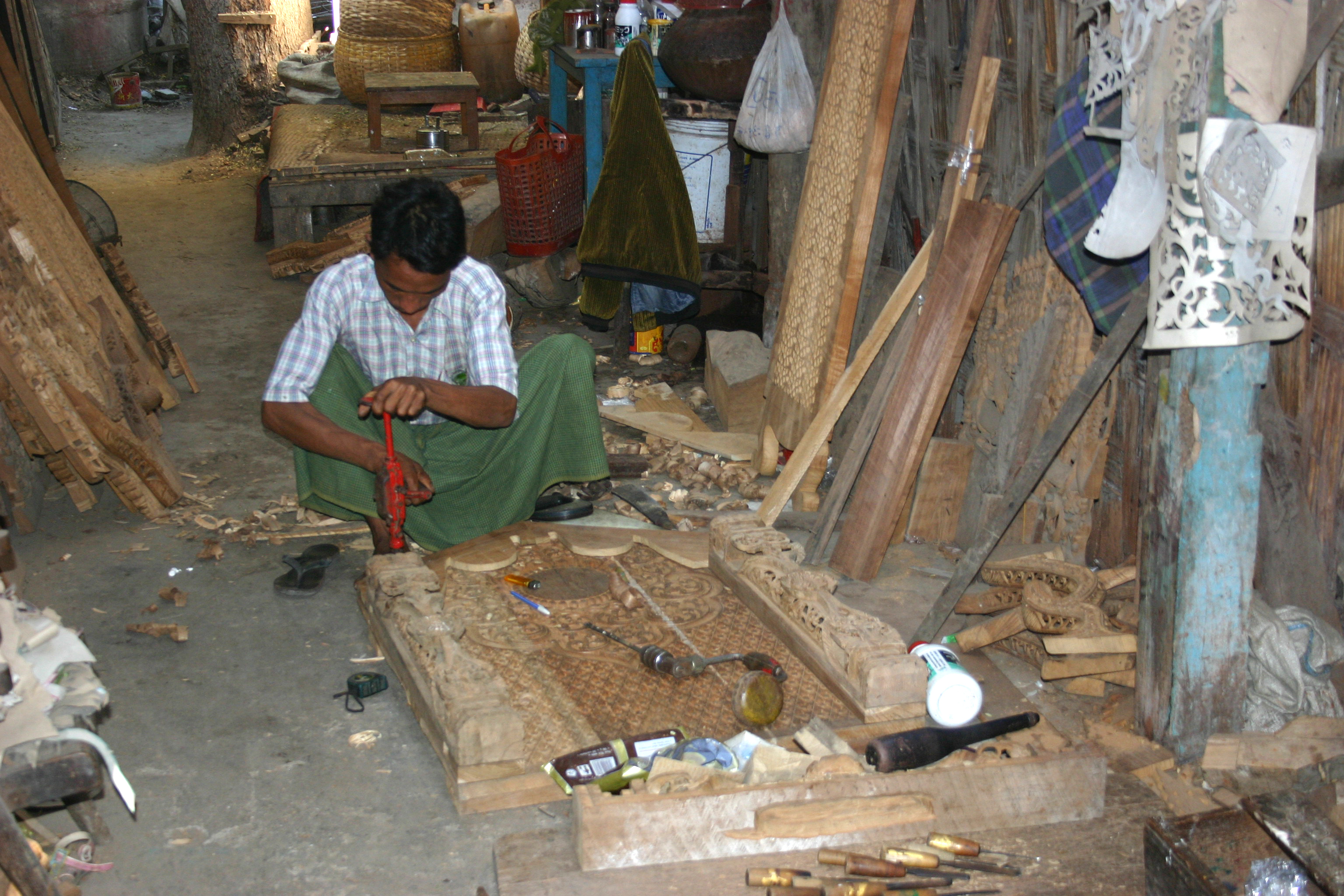
Sculpteur sur bois
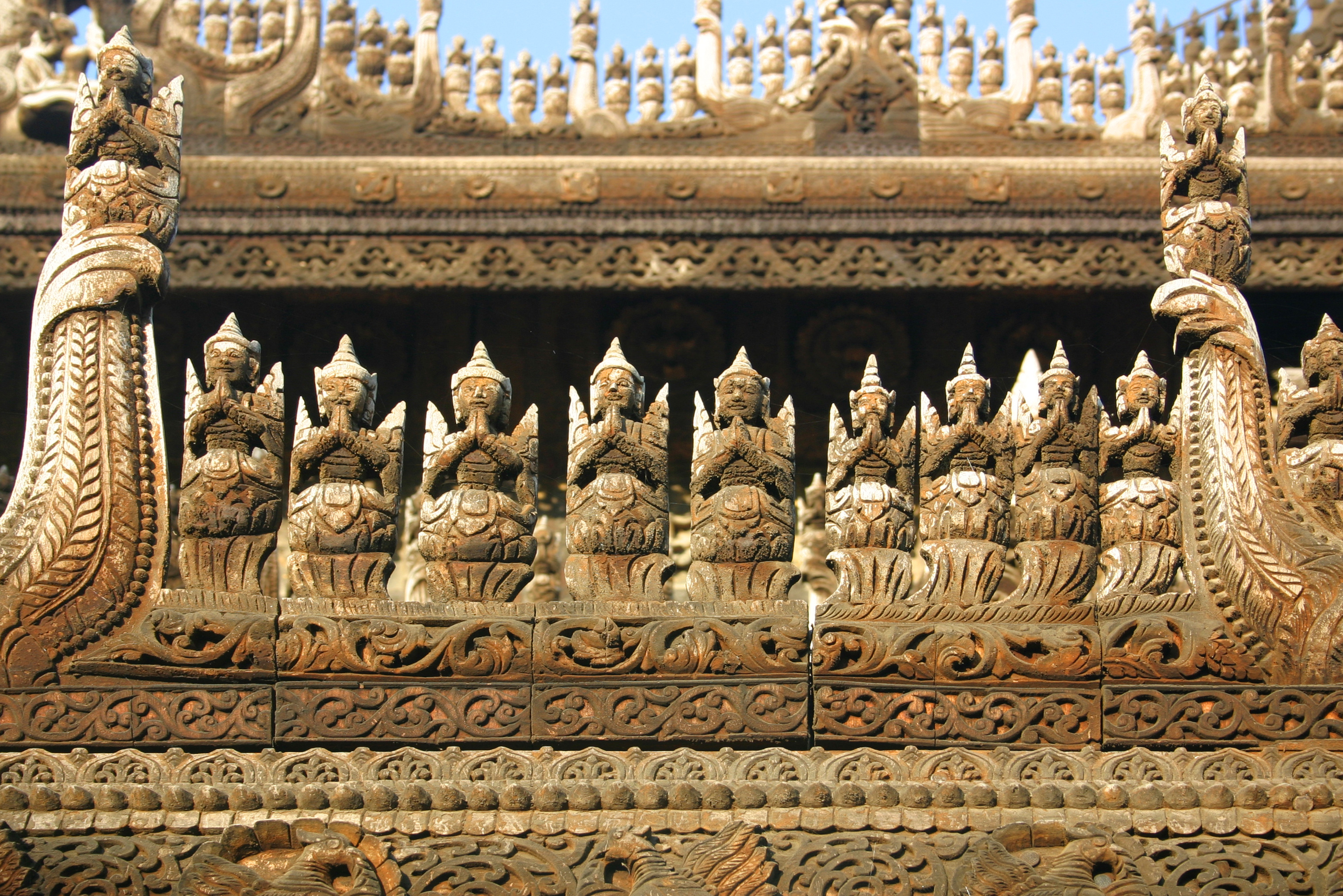
Sculpture sur bois
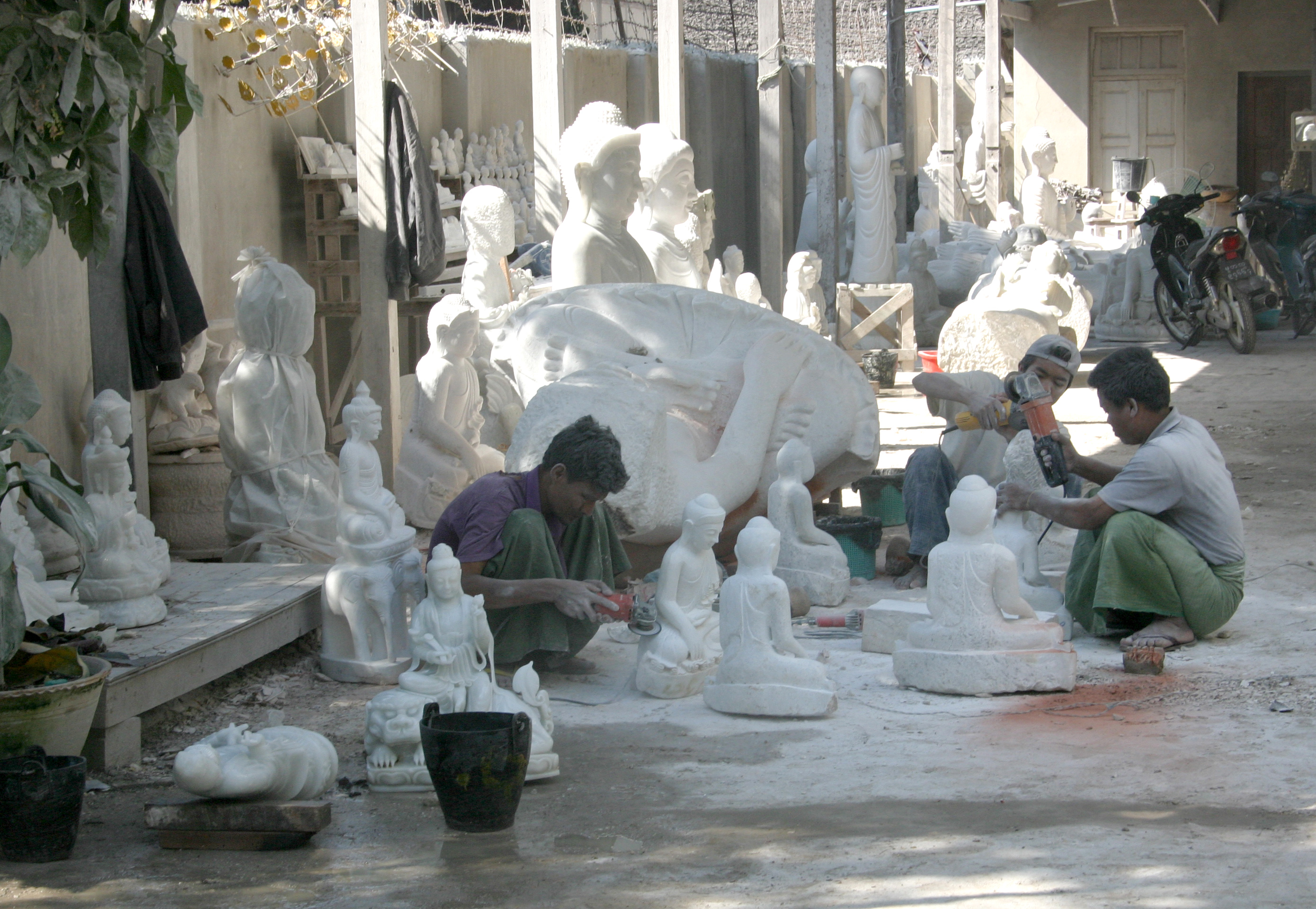
Tailleurs de pierre
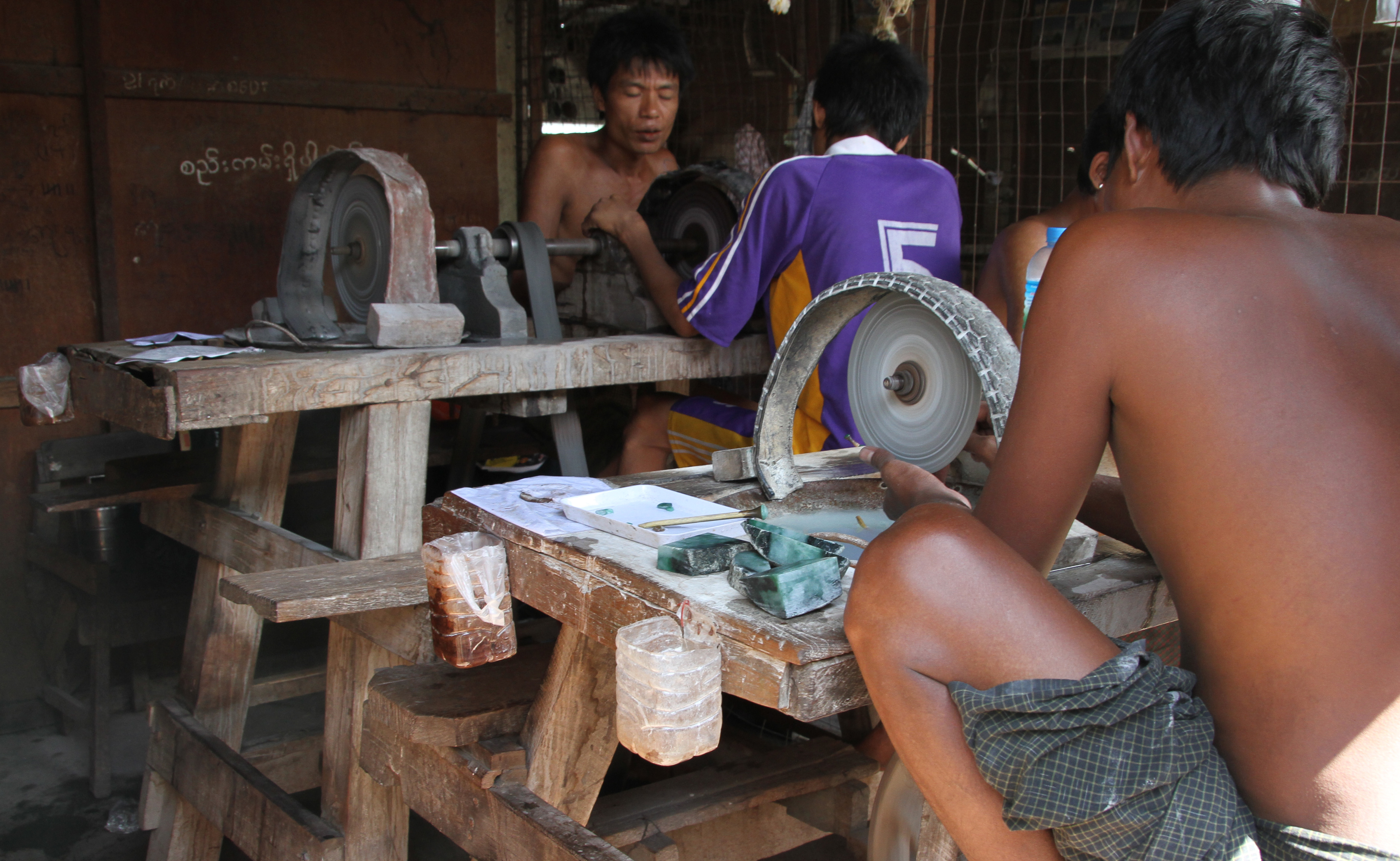
Broyeurs de jade
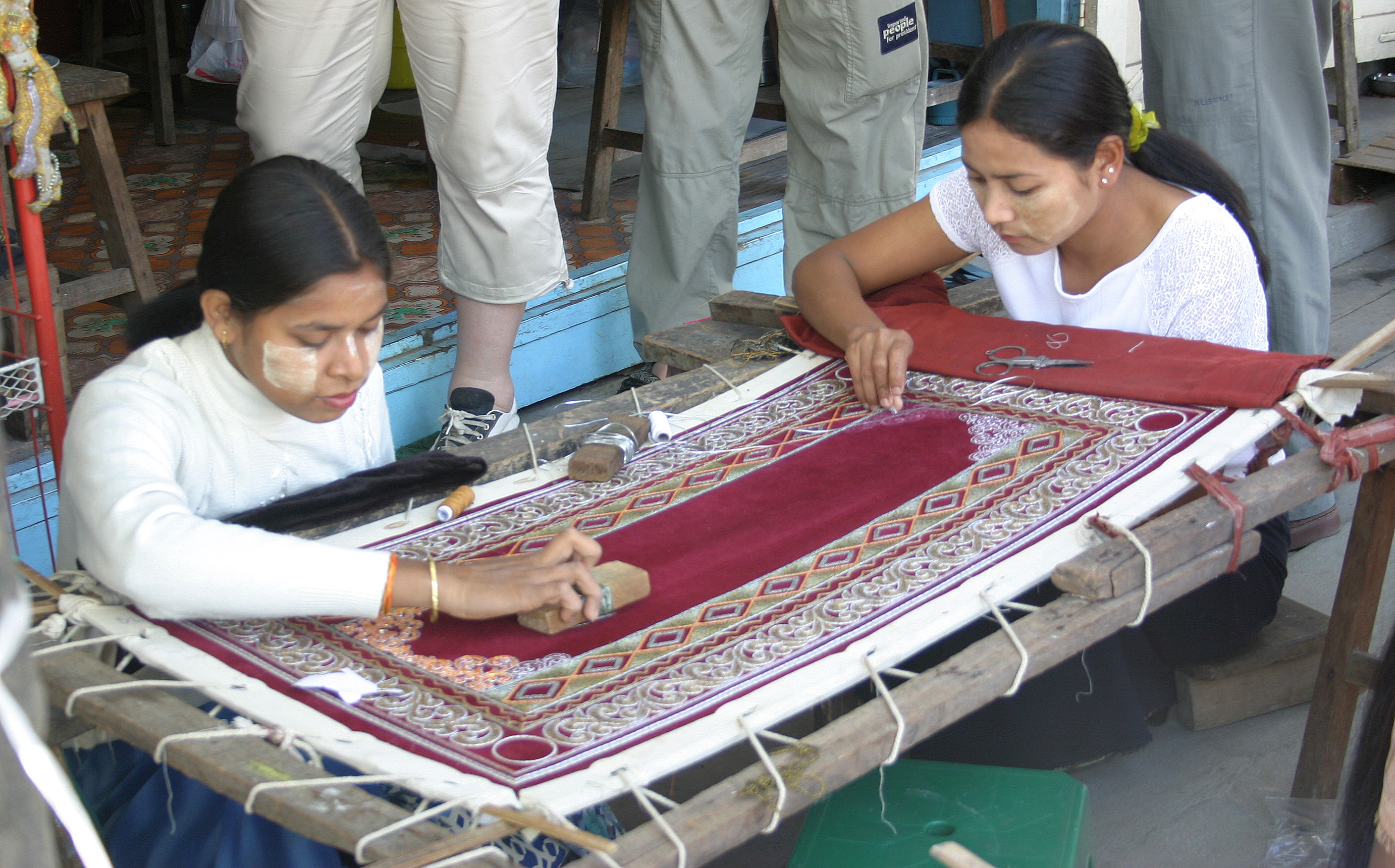
Brodeuses
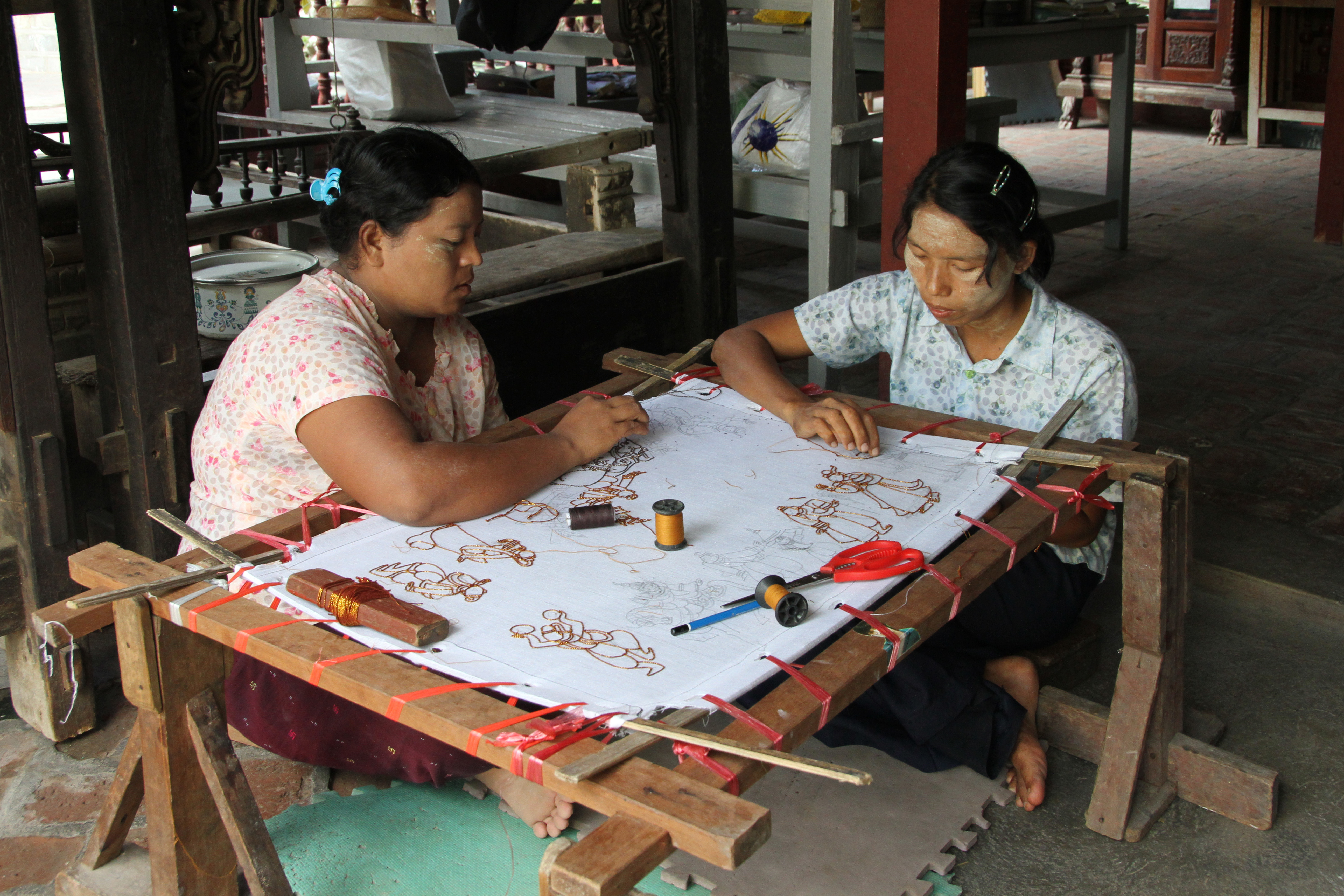
Brodeuses
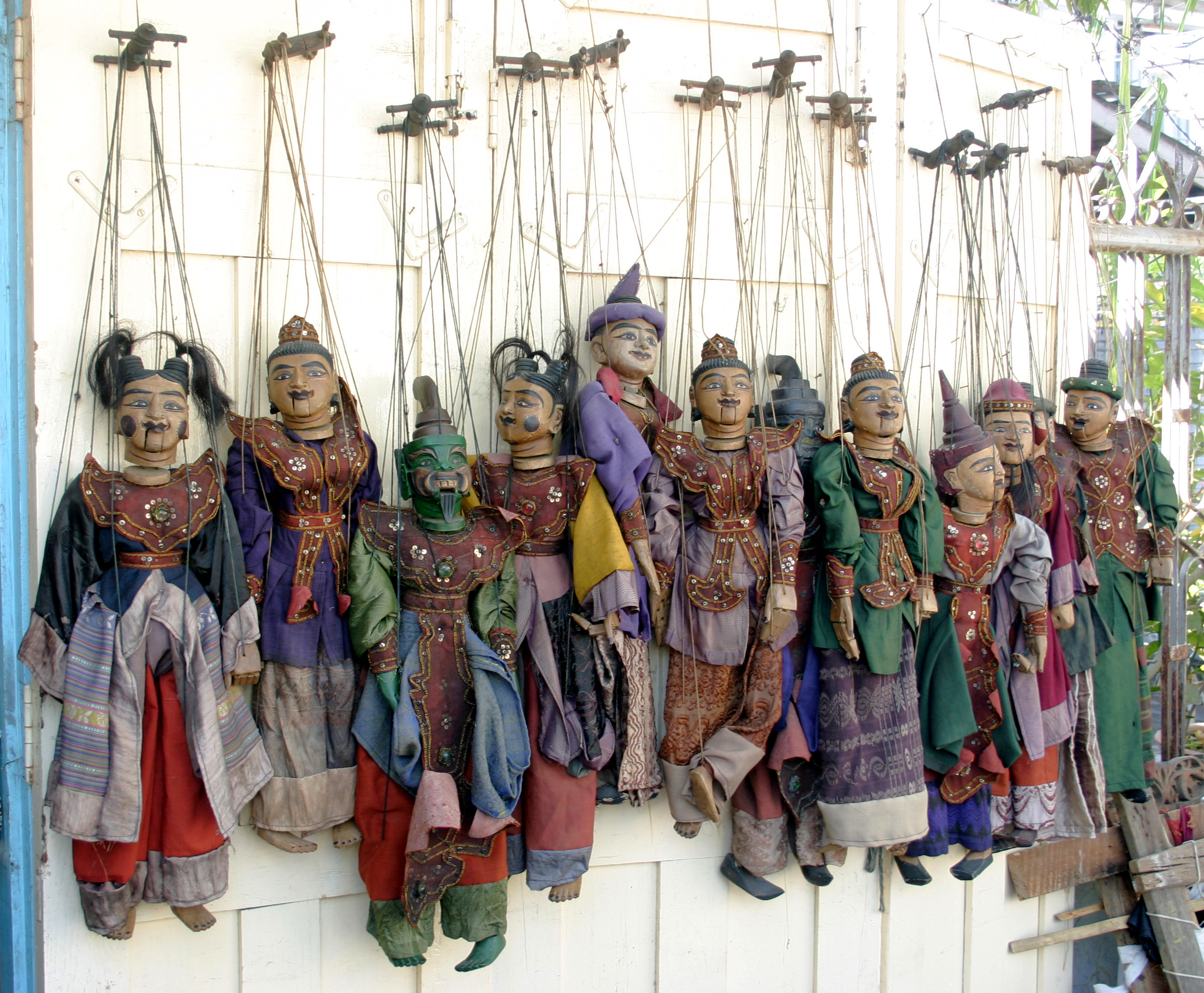
Marionnettes
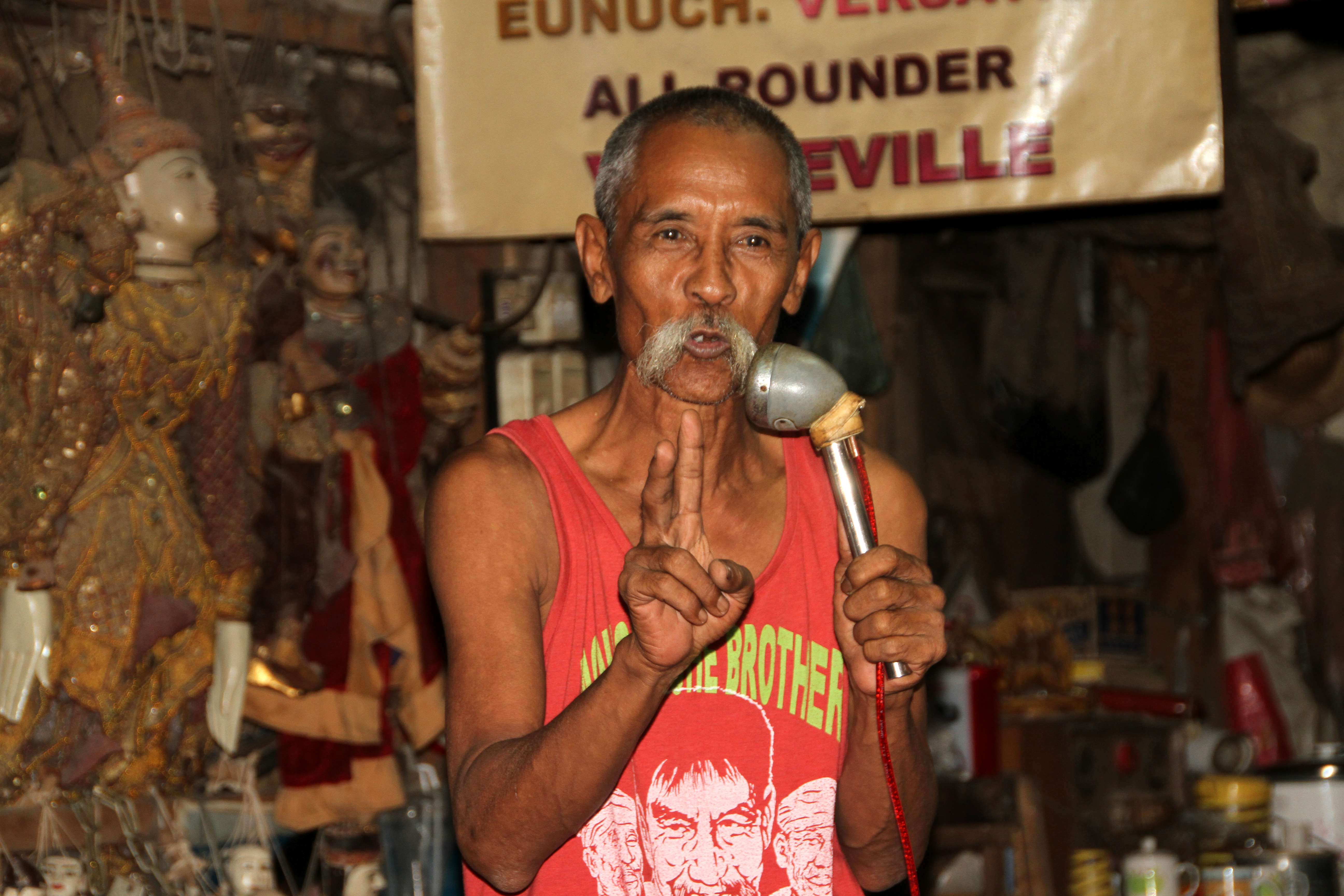
Moustache Brothers
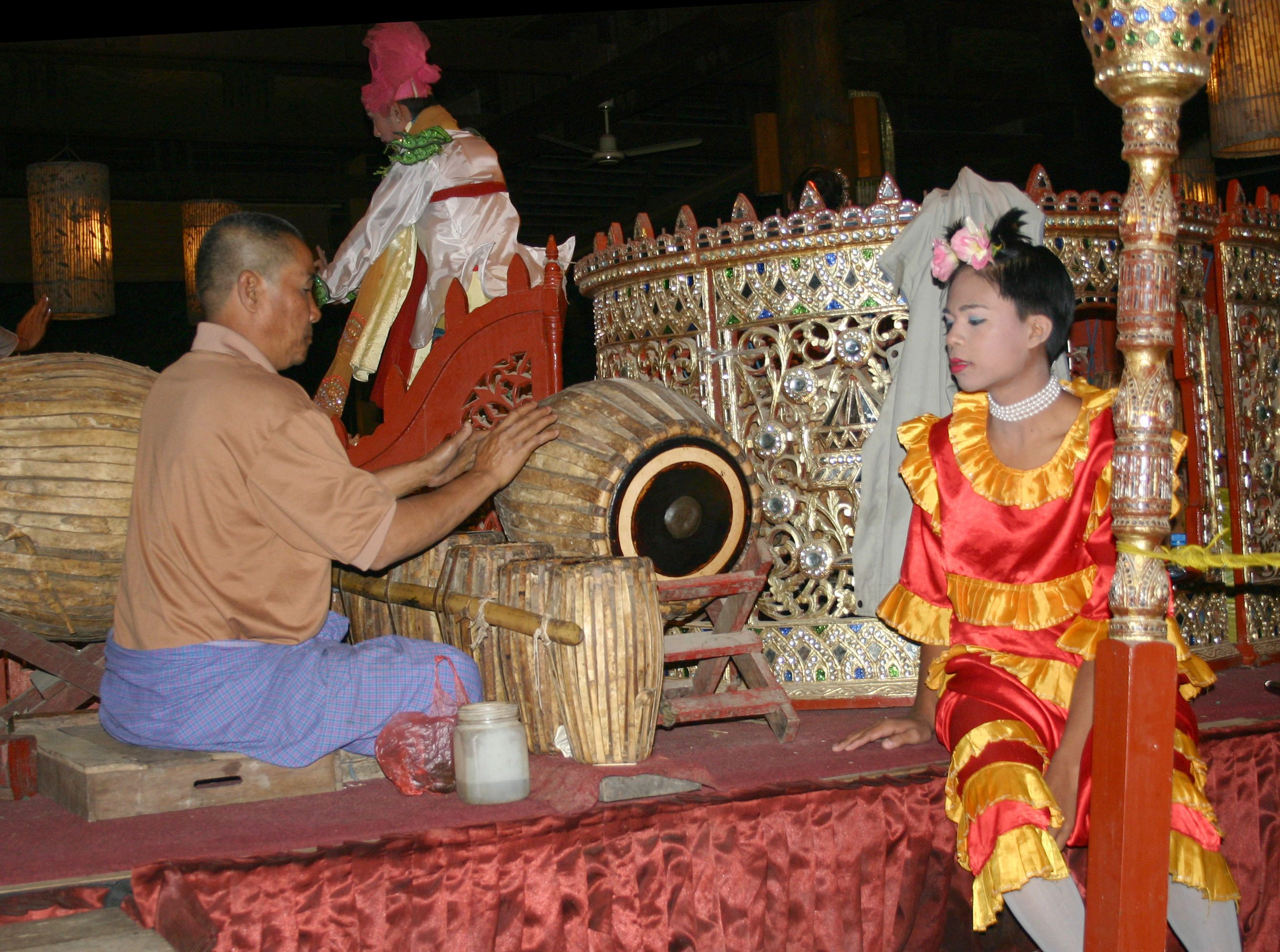
Musicien

## Transports
Mandalay se situe au croisement de plusieurs axes de communications importants.

### Eau
Le fleuve Irrawaddy, artère historique majeure, reste importante pour le transport des produits agricoles tels que le riz et les légumineuses, l'huile, le bambou, le teck et les poteries.

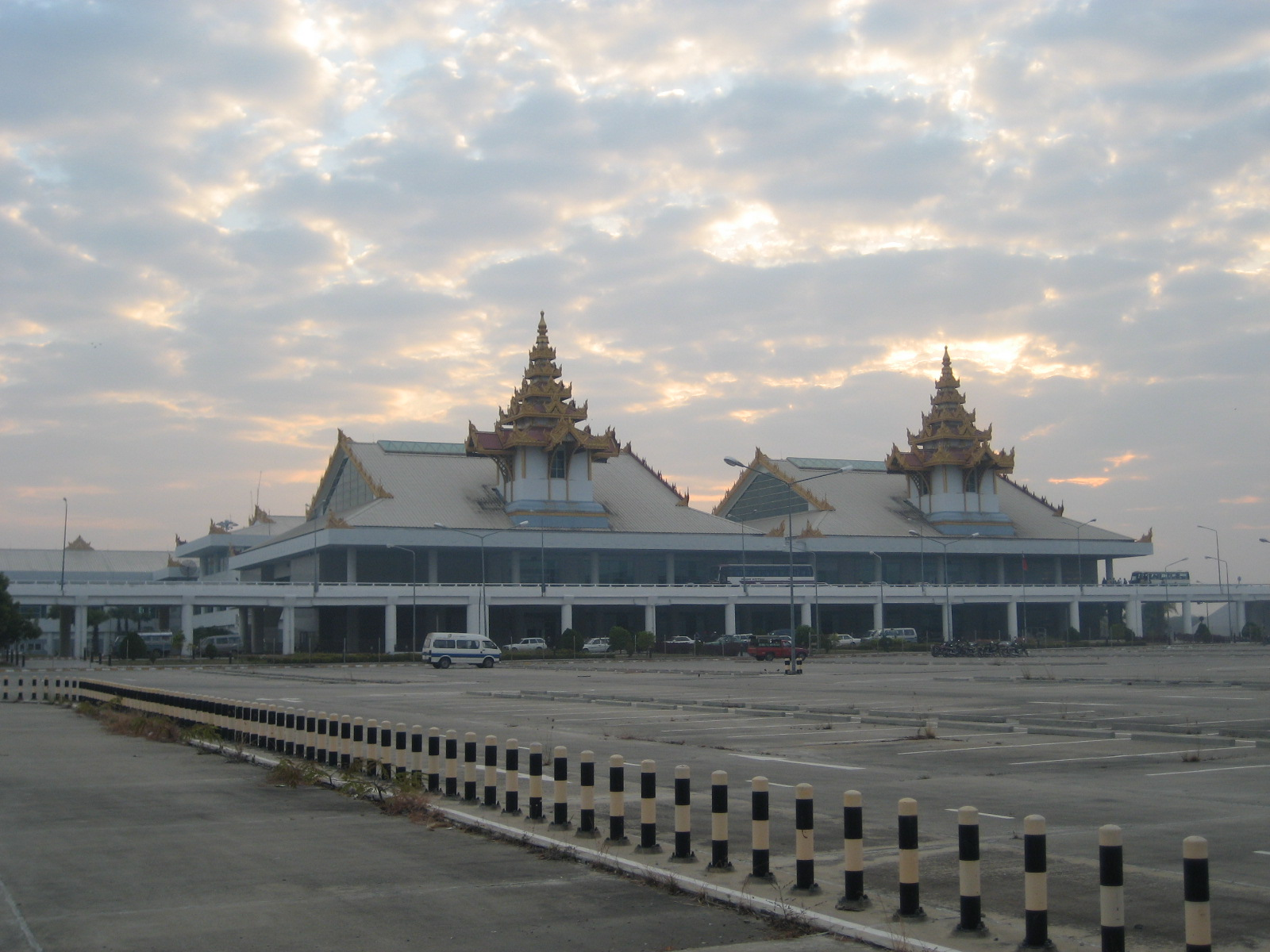
Parking et aérogare de l'aéroport international de Mandalay.

### Air
L'aéroport international de Mandalay, ouvert le 17 septembre 2000, est situé à 35 km au sud de la ville. Il est accessible par une autoroute à péage à deux fois deux voies et relié à Rangoun et aux principales villes birmanes, ainsi qu'à Kunming dans la province du Yunnan (sud de la Chine). Largement surdimensionné, il possède une piste de 4,267 km (la plus longue d'Asie du Sud-Est) pouvant accueillir les plus gros porteurs ; il est encore très sous-utilisé.

### Rail
Mandalay est un nœud ferroviaire important : située à l'extrémité de la ligne de Rangoun, elle est le point de départ de branches vers Pyin U Lwin (Maymyo), Lashio, Monywa, Pakokku, Kalaymyo, Gangaw, et, vers le nord, Shwebo, Kawlin, Naba, Kanbalu, Mohnyin, Hopin, Mogaung et Myitkyina.

### Route
Mandalay est au centre du réseau routier birman. Celui-ci comprend des "autoroutes" en direction de :
- la Haute-Birmanie et la Chine :
  - Mandalay-Tagaung-Bhamo-Myitkyina
  - Mandalay-Mogok-Si U-Bhamo
  - Mandalay-Lashio-Muse — cette route est un élément de l'Asian Highway 14 (AH14)[19]
- l'ouest de la Birmanie et l'Inde : Mandalay-Sagaing-Monywa-Kalewa-Tamu (AH1)[19]
- la Basse-Birmanie : Mandalay-Naypyidaw-Rangoun (AH1)[19]

La plupart de ces "autoroutes" comportent une seule voie dans chaque sens et sont en mauvais état.

### Matériel roulant

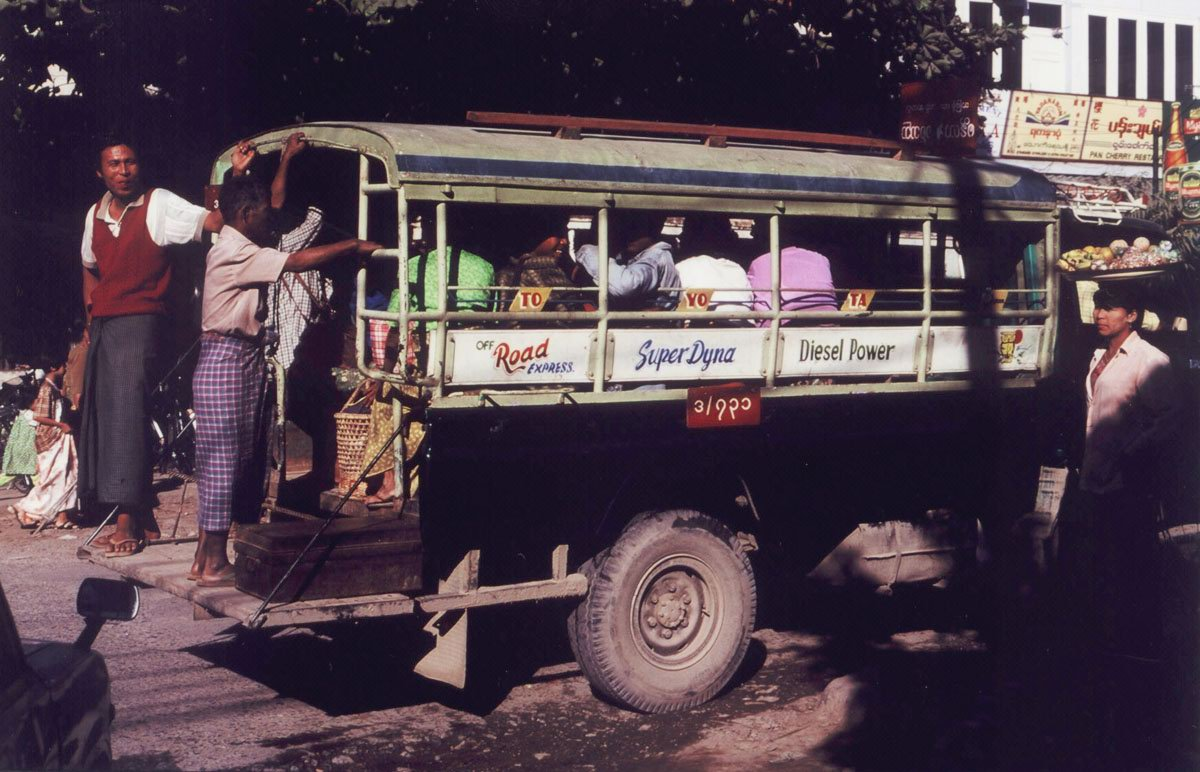
Camionnette-autobus à Mandalay, déc. 2002

Le gouvernement birman n'autorisant l'importation que de quelques milliers de véhicules chaque année, les déplacements automobiles sont hors de prix pour la plupart de ses citoyens. La plupart se déplacent à bicyclette, à moto ou en autobus publics ou privés. Le véhicule le plus populaire à Mandalay est le pick-up Nissan Sunny 1982-1983, fortement demandé comme bus privé ou taxi. Il valait encore de 10 à 14 millions de kyats (8 à 11 000 US$) en 2008. Malgré des campagnes périodiques de confiscation, il existe un important marché noir de motocyclettes et automobiles importées illégalement (elles sont appelées without en anglais de Birmanie, car elles sont "sans" papiers). Le nombre de véhicules produits localement reste négligeable. Seules 3 000 voitures environ ont été assemblées à Mandalay en 2007.
En mars 2008, Mandalay comptait près de 81 000 véhicules à moteur enregistrés, plus un nombre inconnu de véhicules non-enregistrés. Bien que le nombre d'automobiles soit faible pour une ville d'un million d'habitants, la circulation est anarchique, à cause de la multitude de bicyclettes et de motos roulant dans tous les sens. Contrairement à Rangoun, où les motos, les trishaws et les vélos sont interdits en centre-ville, à Mandalay ils sont autorisés partout. Beaucoup de feux de signalisation sont aussi en panne, ce qui n'arrange pas les choses.

## Monuments remarquables

### Le Fort

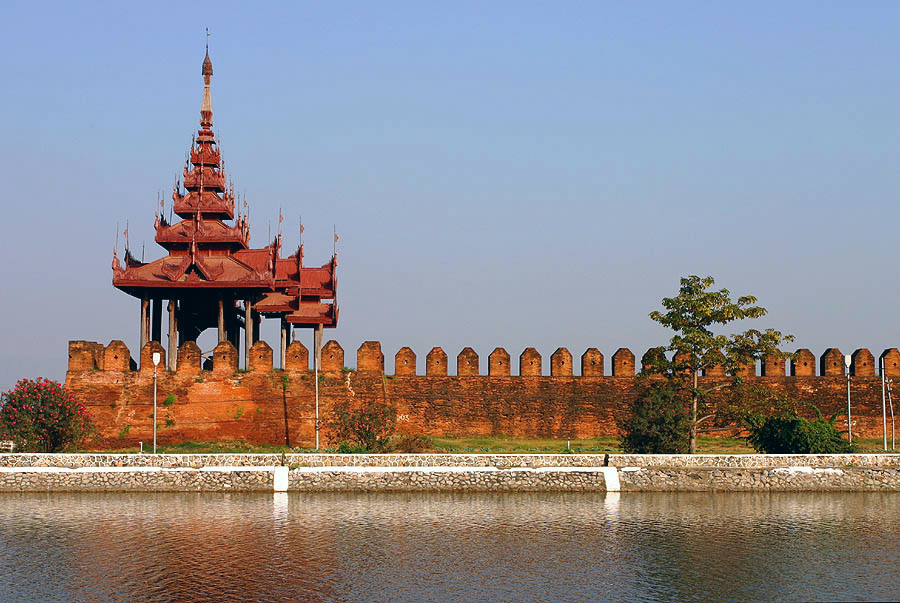
L'enceinte du fort

Son enceinte carrée, haute de 9 m et épaisse de 3, est entourée de douves d'une largeur de 75 m. Elle est munie de créneaux et de tours. Le fort contenait le palais royal de Mandalay, déplacé depuis Amarapura en 1860.
Durant la Seconde guerre mondiale, la ville tomba aux mains des Japonais (de mai 1942 à mars 1945) et le fort fut utilisé comme entrepôt. Quand il fut bombardé par les Britanniques, le palais royal, qui était en bois, partit en fumée.
Le fort a aujourd'hui des fonctions administratives et militaires. Il abrite une prison, ainsi qu'une réplique du palais, qui peut être visitée.

### Monastère Shwenandaw
Ce bâtiment en teck est le seul vestige du palais royal. Il en fit partie jusqu'à la mort de la reine Setkyadevî. Le roi Thibaw (dernier roi de Mandalay, de 1878 à 1885), refusant d'y vivre, le fit démonter, transporter hors de l'enceinte du fort et transformer en monastère (ce qui lui évita la destruction).

### Pagode Kuthodaw

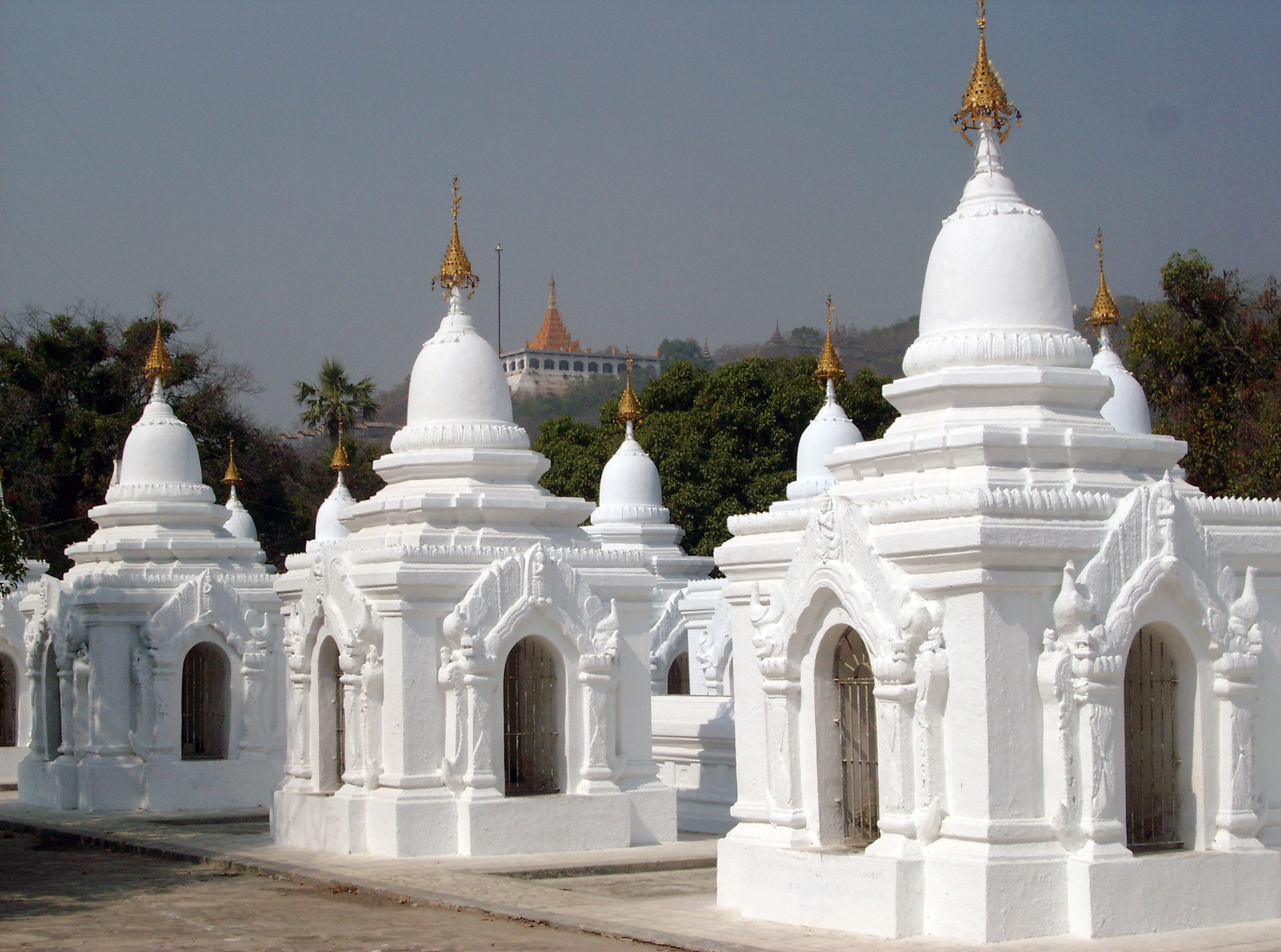
Quelques-uns des 729 stûpas abritant le Tipitaka

Elle fut construite en 1857 par le roi Mindon Min sur le modèle de la pagode Shwezigon de Nyanung U (près de Bagan). Elle est entourée de 729 petits stûpas, dont chacun abrite une stèle portant une partie du Tipitaka approuvé par le cinquième concile bouddhique. L'ensemble est connu sous le nom de Plus grand livre du monde.

### Divers
Le Bouddha Mahamuni est un important lieu de pèlerinage. Les pèlerins (hommes uniquement) passent derrière l'immense statue du Bouddha, en font la toilette et posent sur le corps des feuilles d'or (dont l'accumulation progressive déforme complètement la silhouette de la statue).
Le marché de Zegyo compte environ 6 000 exposants.
Dans un quartier résidentiel de la banlieue nord-est de Mandalay, de riches hommes d'affaires chinois se sont fait construire de confortables villas. Ils ont récupéré les terres agricoles des paysans birmans, à qui ils avaient accordé des crédits. Ceux-ci n'ont pas eu les moyens de les rembourser.

## Cultes
- La cathédrale du Sacré-Cœur de Mandalay est le siège de l'archidiocèse de Mandalay qui fut fondé au XIXe siècle en tant que vicariat apostolique par les Missions étrangères de Paris. Le prêtre missionnaire français Albert Falière fut évêque de Mandalay et y décéda en 1968.

## Sports
La ville possède un club de football, le Yadanarbon Football Club, fondé en 2009.

## Mandalay dans la culture
Mandalay est connue dans la culture anglo-saxonne, grâce au poème de Rudyard Kipling intitulé Mandalay et paru en 1892 dans la première série des Barrack-Room Ballads. C'est une évocation nostalgique, par un soldat anglais de retour au pays, de son amour abandonné en Birmanie, « dans un pays plus propre et plus vert », On the road to Mandalay.
Le poème de Kipling est à l'origine de pratiquement toutes les apparitions de Mandalay dans la culture anglo-saxonne.
En 1907, le compositeur et chansonnier américain Oley Speaks (1874-1948) adapta le poème sous le titre On the Road to Mandalay. Cette chanson remporta un énorme succès (plus d'un million d'ex. vendus) et fut très souvent reprise, notamment par Frank Sinatra dans son album Come Fly With Me en 1958.
Kurt Weill a composé une "Mandalay Song" pour sa pièce Happy End (1929).
En 2001, Eternity/ The Road To Mandalay est un single de Robbie Williams extrait de son album Sing When You're Winning.
En 1926, Tod Browning réalisa un film titré The Road to Mandalay.
Il existe un Mandalay Bay Resort and Casino à Las Vegas.
En 2010, Mandalay Again est une chanson d'Elton John et de Leon Russell extraite de la version Deluxe de leur album The Union.
Sosaki Shino, une membre des Wild Wild Pussycats dans le manga My Hero Academia possède comme nom d'héroïne Mandalay.